# Abbaye Santissima Trinità del Legno
L'abbaye  Santissima Trinità del Legno est un monastère cistercien situé entre les villages d'Acri et de Corigliano Calabro, en Calabre (Italie du Sud). Fondée en 1185, elle est fermée à une date incertaine, entre 1652 et la fin du XVIIIe siècle.

## Histoire

### Fondation et toponymie
L'abbaye est fondée en 1185, et prend son nom (« Legno », c'est-à-dire « bois ») d'une relique de la Croix qui y est déposée. Ce sont les cisterciens de Santo Stefano del Bosco qui sont sollicités pour fonder cette abbaye.

### Déclin et fermeture
En 1633, l'abbaye est agrégée à la congrégation cistercienne de Calabre-Lucanie. La suite de son histoire est très peu connue. La dissolution de la communauté est datée entre 1652, sous Innocent X, et la fin du XVIIIe siècle.

## Architecture
Les ruines d'une église à nef unique subsistent sur le site, mais cet édifice ruiné pourrait être antérieur à la communauté cistercienne.